# كلية التربية الموسيقية (جامعة حلوان)
كلية التربية الموسيقية (جامعة حلوان) أنشأت الكلية في عام 1935 / 1936 تحت اسم المعهد العالي للتربية الموسيقية في صورة قسم ملحق بمعهد التربية للبنات في حي الزمالك.

## نبذة
في عام 1942 تم ضم المعاهد العالية الفنية للبنات في معهد واحد، وبهذا أصبح معهد التربية الموسيقية ضمن عدة معاهد أخرى باسم المعهد العالي لمعلمات الفنون ببولاق. في عام 1947 استقل المعهد بذاته وأطلق عليه اسم المعهد العالي لمعلمات الموسيقى وكان تابعاً لوزارة المعارف العمومية، وأصبح تابعاً لوزارة التعليم العالي في عام 1962. وحتى مطلع الخمسينيات كان تعليم الموسيقى مقصوراً على البنات دون البنين حتى أنشئ معهد لتعليم الموسيقى للبنين في حي الدقي في عام 1951م. وفي عام 1964 انضم المعهدان في معهد واحد باسم المعهد العالي للتربية الموسيقية بالزمالك، وفي عام 1975 / 1976 ضم المعهد إلى جامعة حلوان باسم كلية التربية الموسيقية.

## أقسام الكلية
- الموسيقى العربية
- النظريات والتأليف
- قسم الآداء
- الصولفيج والإيقاع الحركى والارتجال

## نظام الدراسة بالكلية
خمس سنوات لنيل درجة البكالوريوس في التربية الموسيقية. كما تنمح الكلية درجة الماجستير، وتمنح أيضا درجة الدكتوراة في فلسفة التربية الموسيقية.